# Per Grundén

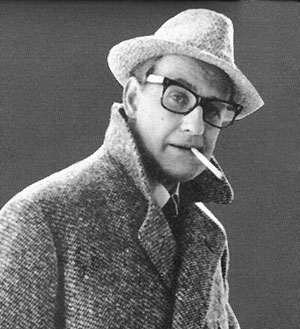
Per Grundén.

Per Grundén  (Eskilstuna, 23 de maio de 1922 - Trosa, 6 de fevereiro de 2011) foi um cantor de ópera (tenor) e ator de televisão e cinema sueco. Ele é mais conhecido pelas atuações na série televisiva Hedebyborna e pelos filmes de comédia da série Jönssonligan.

## Filmografia parcial
- Jönssonligan spelar högt
- Tre Kronor
- Jönssonligans största kupp
- Jönssonligan & den svarta diamanten
- Jönssonligan på Mallorca
- Jönssonligan dyker upp igen